# Felisburgo
Felisburgo é um município brasileiro do estado de Minas Gerais. Sua população recenseada em 2022 era de 6 489 habitantes. A economia predominante é a agropecuária: pecuária de leite e corte, e agricultura básica: feijão, mandioca e milho.
Município onde houve o Massacre de Felisburgo: ocorrido no dia 20 de Novembro de 2004. A história divulgada pela impressa dita que Adriano Chafick Luedy, mandante e autor do crime, e mais 18 pistoleiro executaram a sangue frio e a luz do dia, 5 trabalhadores rurais e baleou mais 13 pessoas. Entretanto existem divergências sobre essa história e testemunhas que estavam no local afirmam terem visto um ação descoordenada e infeliz de reapropriamento das terras do referido mandante, tornando essa chacina uma tentativa totalmente frustrada de auto defesa.
O município é conhecido mundialmente por essa chacina. Os criminosos foram julgados e alguns estão respondendo em liberdade.

## Histórico
Os primeiros habitantes do município de Felisburgo foram famílias vindas de algumas cidades do sudoeste da Bahia e do norte de Minas tendo como pioneiras as famílias de José Ferreira que se instalou às margens do ribeirão que hoje leva seu nome, e a família Albino, que foi a primeira a se instalar no local onde foi fundada a cidade. Logo depois, vieram outras que continuaram a explorar as ricas e férteis terras do município, entre as quias se destacam a Almeida Franca, a de Gero Eugênio dos Santos, a Dias Moreira, a de João Batista Lopes de Figueiredo.
Não se sabe da existência de silvícolas na região, pois nunca foi feito um estudo a respeito. Sabe-se, porém, que a ocupação do território ocorreu sem maiores transtornos para os exploradores e que os motivos que levaram estas famílias a se instalarem no local, foram: para as que vieram do Sudoeste da Bahia, uma grande seca que assolava toda a região fizeram com que saíssem à procura de melhores condições de vida; para as que vieram do norte de Minas, também buscavam melhores condições de vida, e, levados por um espírito aventureiro, chegaram a estas terras, aqui se instalando para explorá-las e cultivá-las. Vendo que, em terras jamais cultivadas, teriam um futuro melhor, ficaram definitivamente. Começaram a ser criados, então, os primeiros rebanhos de gado bovino. Criou-se o povoado.
Foi dado então o seu primeiro nome: "Rubim de José Ferreira". Nome este que teve sua origem, por estar o povoado situado às margens dos ribeirões Rubim e José Ferreira (este nome foi escolhido pelo primeiro morador da região). Mais tarde, com a chegada de João Batista Lopes de Figueiredo, homem culto e progressista e, já elevado à categoria de Distrito pertencente ao município de Joaíma, passou-se a chamar "Felisburgo", nome idealizado pelo poeta João Batista Lopes de Figueiredo, que considerava os moradores daquelas terras um povo feliz, origem latina do nome. Seu gentílico é felisburguense.